# Menhir d'Aire-Peyronne
Le menhir d'Aire-Peyronne, appelé aussi Pierre Levée du Dramont, est un menhir situé à 102 m d'altitude, près d'un col, au lieu-dit d'Aire-Peyronne, entre les villages de Boulouris et d'Agay, sur la commune de Saint-Raphaël, en France.

## Protection
Le mégalithe est classé au titre des monuments historiques en 1910.

## Description
Le menhir mesure 1,83 m de haut pour 0,50 m de large et 0,50 m de section. «C'est un bloc de porphyre rouge à grains fins, en pleine zone de porphyre bleu à gros éléments». Il comporte 122 cupules sur la face sud-est.